# Snap Yo Fingers
Snap Yo Fingers, è il primo singolo dell'album di debutto da solista di Lil Jon: "Crunk Rock".
Le collaborazioni nel brano sono di E-40, Sean Paul e Youngbloodz, nella classifica statunitense del magazine Billboard le 100 hit più calde relativa al rap e all'hip hop, la canzone si è classificata al primo posto, mentre nella classifica delle migliori song R&B si è classificata al settimo posto. Nella classifica Australiana ARIA si è classificata al sessantaquattresimo posto.
Ai BET Hip-Hop Awards 2006, la canzone si è classificata quinta, lasciando indietro il singolo dei Dem Franchize Boyz uscito prima ed anche molto simile a Snap Yo Fingers.
Snap Yo Fingers ha sfondato come hit da club. 
Nel video della canzone, si vede Lil Jon con alle spalle dei strani colori e delle persone che ballano la snap dance.
La produzione del singolo è stata affidata oltre che allo stesso Jon, anche al collega Al Kapone.
Nel mixtape di Lil Jon con DJ Ideal intitolato "The BME Mixtape", Snap Yo Fingers è stata remixata con l'aggiunta di Pitbull fra le collaborazioni, la canzone inoltre è stata chiamata "Snap Ya Fingers".
Inoltre la strumentale di questo singolo è stata utilizzata da Lil' Keke per una freestyle nel suo disco "The Album B4 The Album Mixtape".

## Tracce
- "Snap Yo Fingers [Radio Edit]" — 4:36
- "Snap Yo Fingers [Street]" — 4:36
- "Snap Yo Fingers [Instrumental]" — 4:36
- "Snap Yo Fingers" — 4:09
- "Snap Yo Fingers [Call Out]" — 0:12